# HMS Boyne (1790)
HMS Boyne (1790) — 98-пушечный линейный корабль второго ранга. Третий корабль Королевского флота, названный HMS Boyne, в честь битвы на реке Бойн 11 июля 1690 года. Первый линейный корабль типа Boyne. Заложен 4 ноября 1783 года. Спущен на воду 27 июня 1790 года на верфи в Вулвиче .

## Вторжение в Гваделупу
24 ноября 1793 года Boyne отплыл в Вест-Индии, неся на борту генерал-лейтенанта сэра Чарльза Грея и вице-адмирала сэра Джона Джервиса для вторжения в Гваделупу. Во время путешествия экипаж сильно пострадал из-за разразившейся эпидемии жёлтой лихорадки. Тем не менее, британцы сумели вынудить французов сдаться в форте Сент-Чарльз в Гваделупе 21 апреля следующего года. Захват форта Сент-Чарльз, береговых батарей, и города Бас-Тер обошлись британской армии в два человека убитыми, четверо ранеными и пять пропавших без вести. Флот потерь не имел.

## Гибель

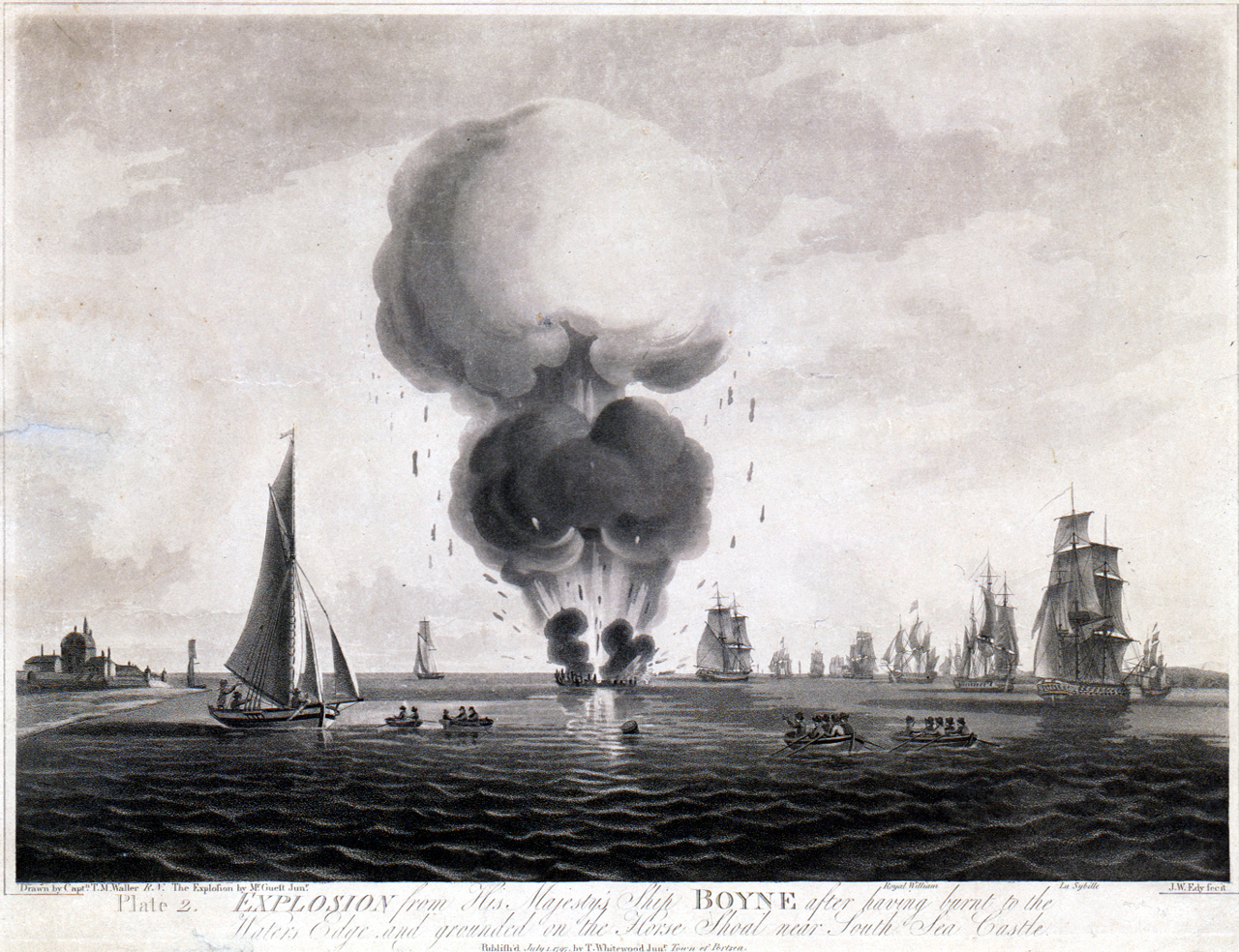
Взрыв HMS Boyne

Boyne загорелся и взорвался ночью с 30 апреля на 1 мая 1795 года в Спитхеде . Корабль стоял на якоре в гавани и в то время, когда морские пехотинцы с корабля практиковались в стрельбе, в каюте адмирала начался пожар. Огонь был обнаружен только тогда, когда пламя вырвалось через корму, и к тому времени было уже слишком поздно что-либо предпринимать. Пожар распространялся очень быстро и менее чем через полчаса корабль, несмотря на все усилия офицеров и команды, был объят пламенем с носа до кормы.
Как только на других кораблях флота заметили огонь, многие из них отправили лодки, чтобы оказать помощь. В результате их действий удалось спасти почти весь экипаж, число погибших на борту Boyne составило всего одиннадцать человек. В это же время командир порта сэр Питер Паркер поднял сигнал для всех судов, находящихся в непосредственной близости от горящего корабля, отойти на безопасное расстояние. Этот приказ, несмотря на то, что ветер и прилив были неблагоприятными, был оперативно исполнен и корабли, стоящие на якоре с правой стороны от Boyne, смогли отойти к Сент-Хеленс.
Из-за высокой температуры заряженные пушки начали взрываться, в результате чего погибли два моряка и ещё несколько получили травмы из экипажа Queen Charlotte, ставшего на якорь неподалеку. Огонь сжег канаты, удерживавшие корабль на месте, и Boyne начал дрейфовать на восток, пока не остановился, сев на мель напротив форта Чадертон. Здесь корабль продолжил гореть, пока около 6 часов вечера пламя не достигло порохового погреба, взорвавшегося с ужасным грохотом.
Причину пожара так никогда и не установили. Одни утверждали, что горящий пыж из патрона морского пехотинца залетел в каюту адмирала и поджёг бумаги и другие легковоспламеняющиеся материалы. Капитан Брентон считал, что причиной пожара стал перегрев печной трубы в кают-компании, которая проходила через палубы.
Останки корабля представляли опасность для навигации и в результате они были взорваны в 1834 году. Сегодня место взрыва отмечено буем. Несколько металлических деталей с корабля остались на вершине насыпи из гальки.